# Carepalxis salobrensis
Carepalxis salobrensis är en spindelart som beskrevs av Simon 1895. Carepalxis salobrensis ingår i släktet Carepalxis och familjen hjulspindlar. Inga underarter finns listade.